# 本所奉行
本所奉行（ほんじょぶぎょう）とは、江戸幕府の役職の1つ。江戸東郊の本所（現在の本所地区・深川地区）を管轄した。定員2名で通常は書院番・小姓番から1名ずつの出役が務めた。本所の民政・道路・橋・水路などを管理し、住民に上下水道の浚いや圦樋の修理、樋戸開閉の見回りなどを請負わせていた。
明暦の大火後、隅田川に両国橋が架けられて竪川・横川などの溝渠の構築が進行する等、従来江戸の範疇に含まれていなかった隅田川の東側にも市街地が拡大するようになった。これに対応するために万治3年3月25日（1660年5月4日）に書院番の徳山重政・山崎重政両名を「本所宅地并に溝渠の奉行」に任ぜられた。これが本所奉行の始まりとされている。
貞享2年（1685年）に一旦廃止されたが、元禄6年8月16日（1693年9月15日）もしくは18日に藤堂良明・多賀常之が任命されて復活した。
その後、正徳3年閏5月11日（1713年7月3日）に本所の町並地は町奉行に移管され、続いて享保4年4月3日（1719年5月21日）には武家地は普請奉行、道路・橋・水路は勘定奉行に移管されて本所奉行は廃止された。一般行政や住民に請負わせていた事業の管理は町奉行所に「本所見廻」が設置された。